# ピクチャーハウス
ピクチャーハウス（Picturehouse）社は、ニューヨークに本拠を置くインディーズ系映画製作・配給会社。
- 2005年にタイム・ワーナーの子会社同士であるニュー・ライン・シネマとHBOが合併して創立。会社はNewmarket Filmsの配信部門であるFine Line FeaturesをHBOが買収し、タイム・ワーナーが編入したことによってできた。リリース作品は合併前の企業のホームビデオ部門から販売された。2008年にワーナー・ブラザースにニュー・ライン・シネマが編入した後、ハリウッドの報道機関はこの会社とワーナー・インディペンデント・ピクチャーズが合併すると推測していたが、双方の特別部門が閉鎖されると報道され、70人の従業員が取り残された。同社リリースの有名な作品は2007年公開の「パンズ・ラビリンス」。

- 2013年1月15日、創設者・初代社長のボブ・バーニー氏がワーナーからロゴと商標権を買い取り、同社を再建。その年の末には3Dドキュメンタリー映画「メタリカ・スルー・ザ・ネヴァー」をリリースしている。

## 受賞歴
アカデミー賞
- アカデミー主演女優賞 - マリオン・コティヤール
- アカデミーメイクアップ賞 - Didier Lavergne、Jan Archibald

英国アカデミー賞
- 英国アカデミー賞 主演女優賞 - マリオン・コティヤール
- 英国アカデミー賞 メイクアップ賞 - Didier Lavergne、Jan Archibald
- 英国アカデミー賞 衣装賞 - マリット・アレン（Posthumously）
- 英国アカデミー賞 作曲賞 - クリストファー・ガンニング

セザール賞
- 最優秀女優賞 - マリオン・コティヤール
- 最優秀衣装賞 - マリット・アレン（Posthumously）
- 最優秀撮影賞
- 最優秀プロダクションデザイン賞
- 最優秀音楽賞

チェコ・ライオン賞
- Best Actress - マリオン・コティヤール
- Best Music - クリストファー・ガンニング
- Best Sound

ゴールデングローブ賞
- ゴールデングローブ賞 主演女優賞 (ミュージカル・コメディ部門) - マリオン・コティヤール

## 主なリリース作品
- エディット・ピアフ〜愛の讃歌〜 La Vie En Rose
- The King of Kong: A Fistful of Quarters
- 永遠のこどもたち The Orphanage
- Starter for 10
- Rocket Science
- ラストデイズ Last Days
- トリストラム・シャンディの生涯と意見 A Cock and Bull Story
- ベティ・ペイジ The Notorious Bettie Page
- 今宵、フィッツジェラルド劇場で A Prairie Home Companion
- パンズ・ラビリンス Pan's Labyrinth
- 毛皮のエロス ダイアン・アーバス 幻想のポートレート Fur: An Imaginary Portrait Of Diane Arbus
- Gracie
- エル・カンタンテ El Cantante
- ラン・ファットボーイ・ラン 走れメタボ Run, Fatboy, Run
- キット・キトリッジ アメリカン・ガール・ミステリー Kit Kittredge: An American Girl
- シルク Silk
- モンゴル Mongol
- 明日の私に着がえたら The Women
- アミューズメント Amusement